# Madeleine-Wilhelmine de Wurtemberg
Madeleine-Wilhelmine de Wurtemberg (7 novembre 1677, Stuttgart – 30 octobre 1742, château de Karlsburg, Durlach) est une margravine de Bade. Elle est régente pendant la minorité de son petit-fils de 1738 à 1742.

## Biographie
Elle est la fille du duc Guillaume-Louis de Wurtemberg et de Madeleine-Sibylle de Hesse-Darmstadt. Afin de renforcer les liens entre la Bade et le Wurtemberg, elle épouse le 27 juin 1697 le prince héréditaire de Bade qui devient le margrave Charles-Guillaume de Bade-Durlach. Madeleine-Wilhelmine avait un gros nez et les imperfections, elle ne correspondait pas aux idéaux de beauté de son époux, qui aimait les belles femmes. Après la naissance d'un fils et héritier, le couple s'est séparé. Quand en 1715 Charles Guillaume fonde sa nouvelle résidence, Karlsruhe, il déménage seul dans le nouveau palais, tandis que sa femme reste dans le château de Karlsbourg.
Après la mort de Charles III en 1738, Madeleine-Wilhelmine s'occupe du gouvernement pour son petit-fils Charles Ier de Bade. Après sa mort, elle est enterrée dans le tombeau des margraves dans l'église Saint-Michel à Pforzheim.

## Descendance
- Charles Magnus (né le 21 janvier 1701 – mort le 12 janvier 1712), prince héréditaire de Bade-Durlach
- Frédéric de Bade-Durlach (7 octobre 1703 – 26 mars 1732), prince héréditaire de Bade-Durlach
- Auguste Magdalena (né le 13 novembre 1706 – 25 septembre 1709)